# Сьюдад-Вьеха (Монтевидео)
Сьюдад-Вьеха (исп. Ciudad Vieja, Старый город) — название старейшей части города Монтевидео, столицы Уругвая. В настоящее время Сьюдад-Вьеха представляет собой баррио (район или квартал) города. В районе располагается множество правительственных учреждений, банков, музеев, культурных центров, ночных клубов и ресторанов. Главный порт Уругвая также относится к Сьюдад-Вьеха.

## История
До 1829 года территория нынешнего района Сьюдад-Вьеха была окружена стеной, которая защищала её от возможных нападений. От прежней стены ныне сохранилась лишь арка Пуэрта-де-ла-Сьюдадела, ворота крепости, которые являются эмблемой этой части города. Некоторые улицы, такие как Сьюдадела (Цитадель) или Бреша (брешь), напоминают о существовании стены. Последняя получила такое название, так как находится рядом с тем местом, где британцам удалось пробить стену в ходе своего вторжения в вице-королевство Рио-де-Ла-Плата в 1807 году. Старая улица Саранди была превращена в пешеходную в 1992 году, что позволило увеличить её коммерческую и туристическую привлекательность. В 2005 году она была продлена до площади Конституции.

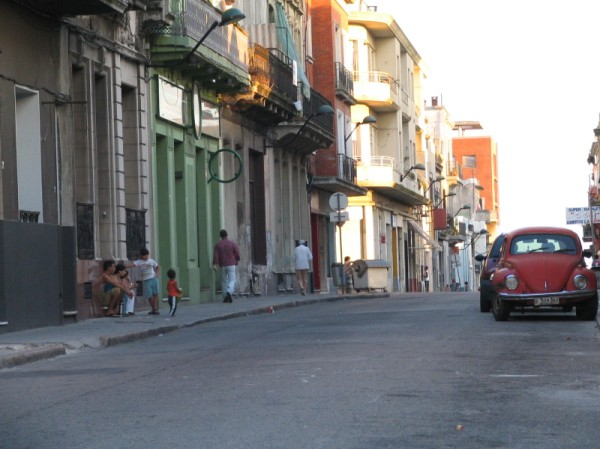
Улица в Сьюдад-Вьехе

Сьюдад-Вьеха примечателен зданиями колониальной эпохи и первых десятилетий независимости. Кабильдо (построенное в 1804—1812 годах), театр Солис, кафедральный собор и ряд музеев, такие как Музей Торреса Гарсии — одни из самых известных из них.